# Большой Сулук
Большой Сулук — озеро тектонического происхождения, расположено в самом центре Буреинского хребта Хабаровского края, в тектонической впадине на высоте 1331 м над уровнем моря. Глубина озера достигает 30,5 метров. Ширина озера — 400 метров, длина береговой линии — около 3 км. Озеро Большой Сулук имеет веретенообразную форму с ровными очертаниями береговой линии как в верхней расширенной, так и в нижней удлиненной части. Вытянуто в северо-восточном направлении. Максимально глубокая верхняя часть озера имеет каменистое дно, лишь местами затянутое светло-серым илом. Берег верхней части озера скалистые и обрывистые, сложены гранитами и гранитоидами. Южная часть озера более мелкая.
Озеро принимает в себя один приток с западной стороны, начинающийся в заболоченном цирке, и само является истоком двух рек — Сулук и Сулук-Макит, причём Сулук-Макит вытекает из озера под россыпью обломков породы вероятно моренного происхождения и выходит на поверхность в 300—400 м от озера.
Происхождение озера — плотинное, первоначальный сток происходил в реку Сулук-Макит. У южного берега озера имеется заболоченная терраса, вызванная его обмелением.
Берега озера у истока реки Сулук покрыты елово-пихтовые и елово-лиственничные леса, выше — багульниковые лиственничники.
Близ истока в реке Сулук обитают тупорылый ленок, голец и подкаменщик, препятствий для их проникновения в озеро нет.